# Yngve Larsson
Yngve Gustaf Rickard Larsson (født 13. december 1881 i Sundsvall; død 16. december 1977 i Stockholm) var en svensk politiker, trafik- og byggeborgmester, medlem af Riksdagen for Folkpartiet samt politolog med en Ph.D.-grad. Han er kendt og berømt for at stå bag nogle af Stockholms største infrastrukturprojekter i det 20. århundrede.
I løbet af Larssons embedsperiode i byrådet fra 1924-1946 blev trafikknudepunktet Slussen, metrosystemet Stockholms Tunnelbana samt ikke mindst Norrmalms totalfornyelse drøftet og politisk vedtaget på Stockholms stadshus. I dag regnes Larsson som én af 1900-tallets mest visionære byplanlæggere og statsmænd, såvel i Sverige som internationalt.

## Den politiske karriere

### Studie- og læreårene (1900-1924)
Yngve Larsson tog studentereksamen i Stockholm i år 1900 og studerede derefter ved Uppsala Universitet. I 1903 fik han en bachelorgrad i historie og statskundskab, hvorefter han studerede i Heidelberg og Berlin.
Han interesserede sig for byudvikling og boligspørgsmål fra en tidlig alder, og i 1913 lavede han en doktorafhandling om urbanisering. Fra 1912 til 1918 var han ledende medlem af Boligkommissionen. Under 1. verdenskrig opfordrede han til "modig solidaritet med Tyskland", hvilket førte til en bortvisning fra  Socialdemokraterne af partilederen Hjalmar Branting. I 1920 blev Larsson valgt til sekretær og leder af kancelliet Stadsfullmäktige for Stockholms by.

### Årene som byrådsmedlem (1924-1946)
I 1924 blev Yngve Larsson afdelingsborgmester i Stockholm, en stilling han bestred indtil 1946. Som trafik- og byggeborgmester var han medvirkende til at skabe de største bygge- og infrastrukturprojekter, der nogensinde er udført i Stockholm. Projektet omfattede blandt andet Slussen (1930–35), de store broer Västerbron og Tranebergsbron (1934, 1935), Stockholms centrale lufthavn Stockholm-Bromma (1935-36), skovkirkegården Skogskyrkogården (1940, nu på UNESCO's Verdensarvsliste), Stockholms Tunnelbana (1941) og Norrmalms totalfornyelse med den fuldstændige ombygning af Stockholms centrum (udført 1950-1975). Larsson spillede også en central rolle i skabelsen af Stockholms nye forstæder.
Under 2. verdenskrig var Yngve Larsson leder af frihedsbevægelsen Samfundet Nordens Frihet og fastholdt resten af livet en klar anti-nazistisk kurs. Som ordfører for Svensk-norska föreningen (1942-1948) arbejdede han for hjælp og støtte til flygtninge fra det tyskbesatte Norge.

### Den ældre statsmand (1946-1977)
Efter at have forladt embedet som byrådsmedlem i 1946, deltog Larsson fortsat aktivt i Sveriges og Stockholms bypolitik i yderligere 30 år. Fra 1946 til 1952 var han medlem af Riksdagens andet kammer, og fra 1955 til 1960 var han næstformand for Nedre Norrmalmskomitéen og havde yderligere opgaver inden for byggeri og planlægning i Stockholm. I 1970, i en alder af 89, trak han sig tilbage fra aktiv politik. For sit prisværdige engagement i Stockholm blev Yngve Larsson tildelt æresbevisningen S:t Eriksmedaljen i 1966.
Larsson var gift med Elin Bonnier (datter af litteraturforelæggeren Karl Otto), og han var svoger til den tyske historiker og diplomat Friedrich Stieve. Én af hans sønner var børnelægen Yngve A. A. Larsson. 
Yngve Larsson døde den 16. december 1977, tre dage efter han var fyldt 96 år. Han og hans kone Elin ligger begravet på Skogskyrkogården ved siden af Gunnar Asplunds grav, den ene af kirkegårdens to arkitekter.

## Udpluk af bibliografi
- Larsson, Yngve (1967). På marsch mot demokratin - Från hundragradig skala till allmän rösträtt, 1900-1920. Monografier utgivna av Stockholms stad. Stockholm: Almqvist & Wiksell. Libris 8390180